# Cestrum donnell-smithii
Cestrum donnell-smithii är en potatisväxtart som beskrevs av Francey. Cestrum donnell-smithii ingår i släktet Cestrum och familjen potatisväxter. Inga underarter finns listade i Catalogue of Life.